# Dalbergia jingxiensis
Dalbergia jingxiensis là một loài thực vật có hoa trong họ Đậu. Loài này được S.Y. Liu mô tả khoa học đầu tiên năm 2004.